# Janosch
Horst Eckert, nome d'arte in Janosch (Zabrze, 11 marzo 1931) è uno scrittore, drammaturgo e illustratore tedesco, di libri per l'infanzia.

## Biografia
Nato nell’attuale Polonia, a Zabrze, ha passato l’infanzia insieme ai nonni tra i minatori e a 13 anni ha imparato il mestiere di fabbro. Dopo la Seconda guerra mondiale, si è trasferito nel 1953 a Monaco, in Baviera, terra di origine dei suoi genitori, dove ha iniziato a disegnare tessuti: qui si è anche iscritto all’Accademia di Belle Arti, finendo però per abbandonare gli studi dopo qualche anno. In seguito si è dedicato all’illustrazione, lavorando come artista freelance.
Ha pubblicato il suo primo libro per bambini nel 1960 con l’amico George Lentz, che l'ha convinto anche ad assumere lo pseudonimo Janosch. Nei dieci anni seguenti ha stampato molti altri libri per bambini con svariate case editrici.
Ha pubblicato anche libri per adulti, nei quali ha anche raccontato la sua infanzia trascorsa con un padre violento e una madre devota, esplorando i temi dell’amicizia, dei rapporti familiari e della ricerca del senso della vita.
Tra i suoi personaggi più famosi creati per i bambini c’è la Tigranatra (orig. Tigerente), apparsa per la prima volta in Oh, wie schön ist Panama (Oh, com’è bella Panama!, Kalandraka) e diventata un personaggio secondario fisso delle storie di Piccolo Tigre e Piccolo Orso.
La Tigranatra è un giocattolo di legno: un’anatra a strisce gialle e nere che vari personaggi trascinano qua e là sulle sue ruote. Non pronuncia mai nemmeno una frase, ma è comunque diventata il personaggio più famoso dei libri di Janosch, apparendo anche su diversi prodotti fra cui poster, cartoline, bottoni, tazze, calzini, ombrelli e mobili per bambini, e ha inoltre dato il nome al programma tedesco per bambini Tigerenten, di cui è la mascotte.
Nel 1980, dopo aver pubblicato più di 100 libri, tradotti in quasi trenta Paesi, ha lasciato la Germania e si è trasferito a Tenerife, dove vive tuttora.

## Premi
- 1975: Literaturpreis der Stadt München
- 1979: German Youth Literature Award
- 1984: Zilveren Griffel
- 1993: Bundesverdienstkreuz

## Opere

### Libri tradotti in italiano
- 1968, L'omino e la mela, L’Astorina
- 1990, Gaspare Berretta e il gigante Garguglio, Mondadori
- 1992, Un albero di piume di canarino, Mondadori
- 1994, Le straordinarie imprese di Blabla Cianciadenti, Panini (trad. di Maria Pia Chiodi)
- 1997, Buon giorno piccolo Porcellino, AER (trad. di G. Mariani)
- 1998, Un albero di piume di canarino e Scavolino Talpetti prende una lepre, Mondadori (trad. di Glauco Arneri)
- 1999, Talpotto costruisce una casa, Feltrinelli Kids (trad. di Valeria Raimondi)
- 1999, Buonanotte Talpotto, Feltrinelli Kids (trad. di Valeria Raimondi)
- 2005, I musicanti di Brema, Temmen
- 2013, Oh, com’è bella Panama!, Kalandraka (trad. di Emma Vaccaro)
- 2018, Ti curo io, disse Piccolo Orso, #logosedizioni (trad. di Valentina Vignoli)
- 2021, Troviamo un tesoro, #logosedizioni (trad. di Valentina Vignoli)
- 2020, C’è posta per Tigre, #logosedizioni (trad. di Valentina Vignoli)
- 2021, Grande festa per Piccolo Tigre, #logosedizioni (trad. di Valentina Vignoli)
- 2021, Piccolo Orso e Piccolo Tigre vanno in città, #logosedizioni (trad. di Valentina Vignoli)
- 2022, Emilio Orso Verde e la sua banda, #logosedizioni (trad. di Valentina Vignoli)
- 2022, Una bicicletta per Piccolo Tigre, #logosedizioni (trad. di Valentina Vignoli)
- 2023, Grillina Violina trova casa, #logosedizioni (trad. di Valentina Vignoli)